# Dendrobium curvum
Dendrobium curvum är en orkidéart som beskrevs av Henry Nicholas Ridley. Dendrobium curvum ingår i släktet Dendrobium, och familjen orkidéer.
Artens utbredningsområde är Sumatera. Inga underarter finns listade i Catalogue of Life.